# STAR BOX
『STAR BOX』（スター・ボックス）は、1980年代末からソニー・ミュージックエンタテインメントが限定で発売したベスト・アルバムのシリーズ名。
当初は洋楽のみのリリースであったが、1999年に邦楽アーティストもラインナップに加わった。CDの他、MDでも発売された。
その2年後の2001年12月5日に、シリーズ第2弾として『STAR BOX EXTRA』がソニー・ミュージックハウスから数量限定で発売された。

## シリーズ一覧

### 洋楽
- STAR BOX (アース・ウィンド・アンド・ファイアーのアルバム) / アース・ウィンド・アンド・ファイアー
- STAR BOX (アイズレー・ブラザーズのアルバム) / アイズレー・ブラザーズ
- STAR BOX (アンディ・ウィリアムスのアルバム) / アンディ・ウィリアムス
- STAR BOX (ウィリー・ネルソンのアルバム) / ウィリー・ネルソン
- STAR BOX (ウェザー・リポートのアルバム) / ウェザー・リポート
- STAR BOX (カラベリ・グランド・オーケストラのアルバム) / カラベリ・グランド・オーケストラ
- STAR BOX (ケニー・ロギンスのアルバム) / ケニー・ロギンス
- STAR BOX (サンタナのアルバム) / サンタナ
- STAR BOX (サイモン&ガーファンクルのアルバム) / サイモン&ガーファンクル
- STAR BOX (シカゴのアルバム) / シカゴ
- STAR BOX (ジェイムス・テイラーのアルバム) / ジェイムス・テイラー
- STAR BOX (ジェフ・ベックのアルバム) / ジェフ・ベック
- STAR BOX (ジャーニーのアルバム) / ジャーニー
- STAR BOX (ジャニス・ジョプリンのアルバム) / ジャニス・ジョプリン
- STAR BOX (スライ&ザ・ファミリー・ストーンのアルバム) / スライ&ザ・ファミリー・ストーン
- STAR BOX (ダン・フォーゲルバーグのアルバム) / ダン・フォーゲルバーグ
- STAR BOX (チープ・トリックのアルバム) / チープ・トリック
- STAR BOX (トニー・ベネットのアルバム) / トニー・ベネット
- STAR BOX (トリオ・ロス・パンチョスのアルバム) / トリオ・ロス・パンチョス
- STAR BOX (ドリス・デイのアルバム) / ドリス・デイ
- STAR BOX (TOTOのアルバム) / TOTO
- STAR BOX (ニュー・キッズ・オン・ザ・ブロックのアルバム) / ニュー・キッズ・オン・ザ・ブロック
- STAR BOX (パーシー・フェイスのアルバム) / パーシー・フェイス
- STAR BOX (ハービー・ハンコックのアルバム) / ハービー・ハンコック
- STAR BOX (パティ・ペイジのアルバム) / パティ・ペイジ
- STAR BOX (ハリー・コニック・ジュニアのアルバム) / ハリー・コニック・ジュニア
- STAR BOX (バングルスのアルバム) / バングルス
- STAR BOX (ビリー・ジョエルのアルバム) / ビリー・ジョエル
- STAR BOX (フーターズ のアルバム) / フーターズ
- STAR BOX (ブラザーズ・フォアのアルバム) / ブラザース・フォア
- STAR BOX (ボズ・スキャッグスのアルバム) / ボズ・スキャッグス
- STAR BOX (ボビー・ヴィントンのアルバム) / ボビー・ヴィントン
- STAR BOX (ボブ・ジェームスのアルバム) / ボブ・ジェームス
- STAR BOX (マイルス・デイヴィスのアルバム) / マイルス・デイヴィス
- STAR BOX (マンハッタンズのアルバム) / マンハッタンズ
- STAR BOX (ミッチ・ミラーのアルバム) / ミッチ・ミラー
- STAR BOX (レイ・コニフのアルバム) / レイ・コニフ
- STAR BOX (ローリング・ストーンズのアルバム) / ローリング・ストーンズ
- STAR BOX (ロギンス&メッシーナのアルバム) / ロギンス&メッシーナ

### 邦楽
- STAR BOX (TMNのアルバム) / TMN
- STAR BOX (TM NETWORKのアルバム) / TM NETWORK
- STAR BOX (BARBEE BOYSのアルバム) / BARBEE BOYS
- STAR BOX (バブルガム・ブラザーズのアルバム) / バブルガム・ブラザーズ
- STAR BOX (Xのアルバム) / X
- STAR BOX (レベッカのアルバム) / レベッカ
- STAR BOX (米米CLUBのアルバム) / 米米CLUB
- STAR BOX (爆風スランプのアルバム) / 爆風スランプ
- STAR BOX (プリンセス プリンセスのアルバム) / プリンセス プリンセス
- STAR BOX (UNICORNのアルバム) / UNICORN